# Afrixalus weidholzi
Afrixalus weidholzi és una espècie de granota de la família dels hiperòlids que viu a Benín, Camerun, República del Congo, República Democràtica del Congo, Costa d'Ivori, Gàmbia, Ghana, Mali, Nigèria, Senegal, Sierra Leona i, possiblement també, a Burkina Faso, República Centreafricana, el Txad, Guinea, Guinea Bissau, Libèria, el Sudan i Togo.
Està amenaçada d'extinció per la pèrdua del seu hàbitat natural.